# Ophiopholis aculeata
Ophiopholis aculeata is een slangster uit de familie Ophiactidae. De wetenschappelijke naam van de soort werd in 1767 gepubliceerd door Carl Linnaeus. Het heeft een circumpolair verspreidingsgebied en wordt gevonden in de Noordelijke IJszee, de noordelijke Atlantische Oceaan en de noordelijke Grote Oceaan.

## Beschrijving
Ophiopholis aculeata heeft een centrale vijfhoekige schijf tot 20 mm in diameter; dit is duidelijk te zien aan de vijf robuuste, gedraaide armen, die vier keer zo lang zijn als de schijf breed is. De mond bevindt zich aan de orale of onderkant van de schijf en is omgeven door vijf getande kaken. De aborale of bovenzijde van de schijf is korrelig en een paar grote schubben, het radiale schild, bedekt de basis van elke arm. Het radiale schild is bedekt met kleine stekels die de schubben verbergen. De armen met veel gewrichten zijn bedekt met meer schubben, zowel op de orale als op de aborale oppervlakken; op het aborale oppervlak bevindt zich een regelmatige reeks ovale schubben, elk omgeven door kleinere schubben. Er zijn zes of zeven stevige stekels per segment, waarbij één korte ruggengraat wordt vastgehaakt. De kleur varieert en is vaak roodachtig of bont en soms paarsachtig; de centrale schubben op de schijf vormen vaak een tienpuntige ster en er zijn vaak donkere banden op de armen.

## Verspreiding en leefgebied
Deze slangster heeft een circumboreale verspreiding. In de noordelijke Atlantische Oceaan komt hij algemeen voor rond IJsland, Spitsbergen en Noorwegen tot aan de Noordzee in zuidelijke richting. Aan de oostkust van Noord-Amerika strekt zijn verspreidingsgebied zich uit van Groenland tot Long Island zuidwaarts, en in de Grote Oceaan strekt zijn verspreidingsgebied zich uit van Japan en de Beringzee naar het zuiden tot Californië. Het wordt over het algemeen gevonden op rotsachtige ondergronden waar het de neiging heeft om zich te verstoppen in schelpen, in holtes en spleten. Het komt over het algemeen voor op een diepte van minder dan 300 meter, maar is gevonden tot 1880 meter.

## Biologie
Ophiopholis aculeata voedt zich met organisch afval (detritus) en kleine organismen die hij vangt met zijn buisvoeten en met slijm dat wordt afgescheiden door klieren op zijn armen. Zelf wordt de slangster belaagd door vissen en vogels.
De geslachten zijn gescheiden in deze soort, en de bevruchting is extern. Er zijn massale paaigebeurtenissen waargenomen, waarbij alle individuen van deze soort in een plaats hun kuit op hetzelfde moment vrijgeven als reactie op een omgevingssignaal. Dit is 's nachts waargenomen in Jamaica, in de periode van 20.00 uur tot 22.00 uur, en zowel 's ochtends als 's middags in de Golf van Saint Lawrence, Canada. De gebeurtenis die een paaigebeurtenis veroorzaakt, kan een verandering in de temperatuur van het water zijn. Paaien vindt meestal plaats bij 6,5-7 °C in Alaska, en ongeveer een graad koeler dan dit verder naar het noorden in de Witte Zee. Verschillende paaigebeurtenissen hebben plaatsgevonden toen warmer oppervlaktewater in diepe, koudere waterlagen terechtkwam. De larven van slangsterren staan bekend als ophiopluteus-larven en maken deel uit van het plankton. Als ze volledig ontwikkeld zijn, nestelen ze zich op de zeebodem en ondergaan ze een metamorfose tot juveniele slangsterren.